# Stepowe (Mykolajiw)
Stepowe (ukrainisch Степове; russisch Степовое Stepowoje) ist ein Dorf im Zentrum der ukrainischen Oblast Mykolajiw mit etwa 1800 Einwohnern.

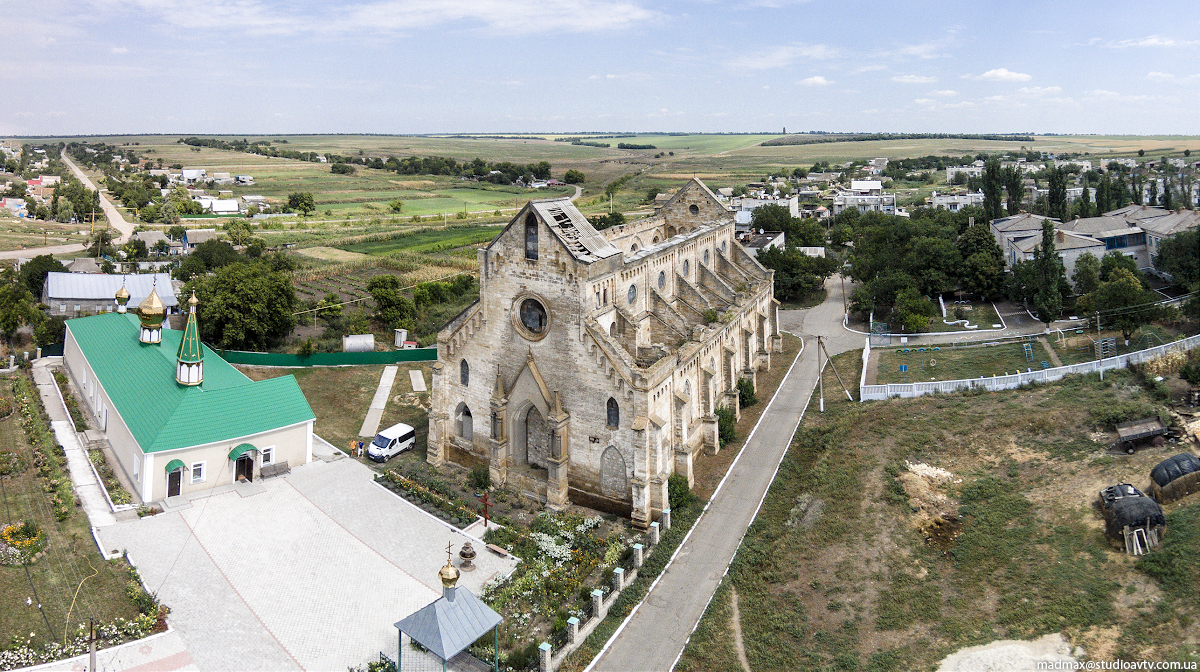
Kirche im Ort

Das Dorf wurde 1809 durch deutsche Kolonisten im Kolonistenbezirk unter dem Namen Karlsruhe gegründet und liegt am Fluss Balka Lyssytscha (Балка Лисича) und an der ukrainischen Territorialstraße T-1506, 43 Kilometer nordwestlich der Rajons- und Oblasthauptstadt Mykolajiw. Bis zum 8. August 1945 trug sie den ukrainischen Namen Karlosrue (Карлосруе).

## Verwaltungsgliederung
Am 28. November 2019 wurde das Dorf zum Zentrum der neugegründeten Landgemeinde Stepowe (Степівська сільська громада/Stepiwska silska hromada). Zu dieser zählten auch noch die 9 in der untenstehenden Tabelle aufgelisteten Dörfer, bis dahin bildete es zusammen mit dem Dorf Selenyj Haj die gleichnamige Landratsgemeinde Stepowe (Степівська сільська рада/Stepiwska silska rada) im Nordwesten des Rajons Mykolajiw.
Am 12. Juni 2020 kamen noch die 6 Dörfer Krynytschky, Mychajliwka, Nowohryhoriwka, Nowoseliwka, Trychatske und Tscherwone Pole zum Gemeindegebiet.
Folgende Orte sind neben dem Hauptort Stepowe Teil der Gemeinde:
| Name                     | Name            | Name                                |
| ukrainisch transkribiert | ukrainisch      | russisch                            |
| ------------------------ | --------------- | ----------------------------------- |
| Hamowe                   | Гамове          | Гамово (Gamowo)                     |
| Iwaniwka                 | Іванівка        | Ивановка (Iwanowka)                 |
| Kateryniwka              | Катеринівка     | Катериновка (Katerinowka)           |
| Krynytschky              | Кринички        | Кринички (Krinitschki)              |
| Kubrjaky                 | Кубряки         | Кубряки (Kubrjaki)                  |
| Mychajliwka              | Михайлівка      | Михайловка (Michailowka)            |
| Nowohryhoriwka           | Новогригорівка  | Новогригоровка (Nowogrigorowka)     |
| Nowokateryniwka          | Новокатеринівка | Новокатериновка (Nowokaterinowka)   |
| Nowoseliwka              | Новоселівка     | Новосёловка (Nowosjolowka)          |
| Pischtschanyj Brid       | Піщаний Брід    | Песчаный Брод (Pestschany Brod)     |
| Trychatske               | Трихатське      | Трихатское (Trichatskoje)           |
| Tscherwone Pole          | Червоне Поле    | Червоное Поле (Tscherwonoje Pole)   |
| Selenyj Haj              | Зелений Гай     | Зелёный Гай (Seljony Gai)           |
| Schyrokolaniwka          | Широколанівка   | Широколановка (Schirokolanowka)     |
| Wesnjana Kwitka          | Весняна Квітка  | Весняная Квитка (Wesnjanaja Kwitka) |